# Championnat d'Europe GT
Le Championnat d'Europe GT (ou European GT Championship) s'est disputé entre 1972 et 1976 et a été le premier championnat de Grand Tourisme en Europe. Après l'arrêt, il faudra attendre deux décennies pour retrouver une nouvelle compétition continentale.
Même si cette compétition n'était pas monotype, un grand nombre des victoires a été obtenu par la Porsche.

## Palmarès
| Année | Champion             | Voiture                               |
| ----- | -------------------- | ------------------------------------- |
| 1972  | John Fitzpatrick     | Porsche 911 S                         |
| 1973  | Claude Ballot-Léna   | Porsche Carrera RSR                   |
| 1973  | Clemens Schickentanz | Porsche Carrera RSR                   |
| 1974  | John Fitzpatrick     | Porsche Carrera RSR                   |
| 1975  | Hartwig Bertrams     | Porsche Carrera RSR                   |
| 1976  | Toine Hezemans       | Porsche 934 Turbo Porsche Carrera RSR |